# Движение „19 април“
Движение „19 април“ (на испански: Movimiento 19 de Abril или М-19) е колумбийско партизанско движение с ляво-популистка идеология. В средата на 80-те години на XX век е втората по численост партизанска групировка след ФАРК в страната. Сред най-известните операции на М-19 са превземането на посолството на Доминиканската република в Колумбия на 27 февруари 1980 г. и атаката срещу Съдебната палата в Богота на 6 ноември 1985 г. След амнистията от страна на колумбийското правителство партизаните се разоръжават и се преобразуват в политическа партия „Демократичен алианс М-19“ (на испански: Alianza Democrática M-19).